# Österreichische Alpine Skimeisterschaften 2025
Die Österreichischen Alpinen Skimeisterschaften 2025 fanden vom 3. bis 11. April 2025 in Göstling an der Ybbs in Niederösterreich sowie in Mallnitz in Kärnten statt. Die Rennen waren zumeist international besetzt, um die Österreichische Meisterschaft fuhren jedoch nur die österreichischen Teilnehmer.

## Übersicht
| Disziplin    | Datum             | Staatsmeister     | Verein            | Datum             | Staatsmeisterin     | Verein                  |
| ------------ | ----------------- | ----------------- | ----------------- | ----------------- | ------------------- | ----------------------- |
| Abfahrt      | 09.04.2025        | Stefan Eichberger | Knittelfeld       | 09.04.2025        | Mirjam Puchner      | St. Johann im Pongau    |
| Super-G      | 11.04.2025        | Stefan Babinsky   | Gaal              | 11.04.2025        | Cornelia Hütter     | Sankt Radegund bei Graz |
| Riesenslalom | 03.04.2025        | Patrick Feurstein | Mellau            | 04.04.2025        | Stephanie Brunner   | Hippach                 |
| Slalom       | 04.04.2025        | Simon Rueland     | Landeck           | 03.04.2025        | Katharina Gallhuber | Göstling-Hochkar        |
| Kombination  | nicht ausgetragen | nicht ausgetragen | nicht ausgetragen | nicht ausgetragen | nicht ausgetragen   | nicht ausgetragen       |

## Herren

### Abfahrt
| Platz | Name                  | Zeit        |
| ----- | --------------------- | ----------- |
| 01    | Stefan Eichberger     | 1:14,63 min |
| 02    | Andreas Ploier        | 1:14,80 min |
| 03    | Manuel Traninger      | 1:15,02 min |
| 04    | Nick Rickenbach (SUI) | 1:15,05 min |
| 05    | Matthias Fernsebner   | 1:15,06 min |
| 06    | Stefan Babinsky       | 1:15,71 min |
| 07    | Fabian Bachler        | 1:15,81 min |
| 08    | Juhan Luik (EST)      | 1:15,86 min |
| 09    | Leon Hafner           | 1:15,98 min |
| 10    | Luis Tritscher        | 1:16,18 min |

Datum: 9. April 2025

Ort: Mallnitz

Piste: Mölltaler Gletscher

Start: 3083 m, Ziel: 2488 m

Höhendifferenz: 595 m

Tore: 27

### Super-G
| Platz | Name                  | Zeit        |
| ----- | --------------------- | ----------- |
| 01    | Stefan Babinsky       | 1:05,60 min |
| 02    | Thomas Zippert (SUI)  | 1:06,21 min |
| 03    | Matthias Fernsebner   | 1:07,04 min |
| 04    | Manuel Traninger      | 1:07,11 min |
| 05    | Silvano Gini (SUI)    | 1:07,28 min |
| 06    | Patrick Feurstein     | 1:07,31 min |
| 07    | Nicolas Tabernig      | 1:07,37 min |
| 08    | Stefan Eichberger     | 1:07,40 min |
| 09    | Nick Rickenbach (SUI) | 1:07,44 min |
| 10    | Florian Strauss       | 1:07,54 min |

Datum: 11. April 2025

Ort: Mallnitz

Piste: Mölltaler Gletscher

Start: 2938 m, Ziel: 2488 m

Höhendifferenz: 450 m

Tore: 33

### Riesenslalom
| Platz | Name                 | Zeit        |
| ----- | -------------------- | ----------- |
| 01    | Patrick Feurstein    | 2:13,93 min |
| 02    | Raphael Haaser       | 2:14,39 min |
| 02    | Fabio Gstrein        | 2:14,39 min |
| 04    | Joshua Sturm         | 2:14,50 min |
| 05    | Lukas Feurstein      | 2:14,59 min |
| 06    | Felix Marksteiner    | 2:15,24 min |
| 07    | Noel Zwischenbrugger | 2:15,76 min |
| 08    | Lukas Passrugger     | 2:15,78 min |
| 09    | Asaja Sturm          | 2:15,83 min |
| 10    | Lukas Gasser         | 2:16,22 min |

Datum: 3. April 2025

Ort: Göstling an der Ybbs

Piste: Hochkar

Start: 1724 m, Ziel: 1428 m

Höhendifferenz: 296 m

Tore 1. Lauf: 48, Tore 2. Lauf: 46

### Slalom
| Platz | Name              | Zeit        |
| ----- | ----------------- | ----------- |
| 01    | Simon Rueland     | 1:42,51 min |
| 02    | Joshua Sturm      | 1:42,92 min |
| 03    | Dominik Raschner  | 1:43,11 min |
| 04    | Jakob Greber      | 1:43,33 min |
| 05    | Adrian Pertl      | 1:43,34 min |
| 06    | Johannes Strolz   | 1:43,48 min |
| 07    | Ralph Seidler     | 1:43,52 min |
| 08    | Christoph Meißl   | 1:43,54 min |
| 09    | Lukas Gasser      | 1:43,96 min |
| 10    | Mario Gramshammer | 1:44,36 min |

Datum: 4. April 2025

Ort: Göstling an der Ybbs

Piste: Hochkar

Start: 1553 m, Ziel: 1386 m

Höhendifferenz: 167 m

Tore 1. Lauf: 61, Tore 2. Lauf: 61

### Kombination
Nicht ausgetragen.

## Damen

### Abfahrt
| Platz | Name                | Zeit        |
| ----- | ------------------- | ----------- |
| 01    | Mirjam Puchner      | 1:17,12 min |
| 02    | Carmen Spielberger  | 1:17,47 min |
| 03    | Nadine Fest         | 1:17,98 min |
| 04    | Anna Schilcher      | 1:18,97 min |
| 05    | Elisabeth Reisinger | 1:19,59 min |
| 06    | Pia Hauzenberger    | 1:19,76 min |
| 07    | Nicole Eibl         | 1:19,89 min |
| 08    | Cheryl Sunier (SUI) | 1:20,35 min |
| 09    | Sina Elsa (SUI)     | 1:20,54 min |
| 10    | Emilia Herzgsell    | 1:20,65 min |

Datum: 9. April 2025

Ort: Mallnitz

Piste: Mölltaler Gletscher

Start: 3083 m, Ziel: 2488 m

Höhendifferenz: 595 m

Tore: 27

### Super-G
| Platz | Name                    | Zeit        |
| ----- | ----------------------- | ----------- |
| 01    | Cornelia Hütter         | 1:07,99 min |
| 02    | Anna Schilcher          | 1:08,91 min |
| 03    | Elisabeth Reisinger     | 1:09,05 min |
| 04    | Nicole Eibl             | 1:09,07 min |
| 05    | Priska Ming-Nufer (SUI) | 1:09,18 min |
| 06    | Valentina Rings-Wanner  | 1:09,31 min |
| 07    | Leonie Zegg             | 1:09,71 min |
| 08    | Angelina Salzgeber      | 1:09,95 min |
| 09    | Stephanie Brunner       | 1:10,19 min |
| 10    | Romy Sykora             | 1:10,74 min |

Datum: 11. April 2025

Ort: Mallnitz

Piste: Mölltaler Gletscher

Start: 2938 m, Ziel: 2488 m

Höhendifferenz: 450 m

Tore: 33

### Riesenslalom
| Platz | Name                   | Zeit        |
| ----- | ---------------------- | ----------- |
| 01    | Stephanie Brunner      | 2:17,24 min |
| 02    | Katharina Liensberger  | 2:17,80 min |
| 03    | Franziska Gritsch      | 2:18,11 min |
| 04    | Maja Waroschitz        | 2:18,89 min |
| 05    | Valentina Rings-Wanner | 2:19,22 min |
| 06    | Viktoria Bürgler       | 2:19,73 min |
| 07    | Katharina Gallhuber    | 2:19,81 min |
| 08    | Elena Riederer         | 2:19,92 min |
| 09    | Amelie Gstrein         | 2:20,03 min |
| 10    | Natalie Falch          | 2:21,06 min |

Datum: 4. April 2025

Ort: Göstling an der Ybbs

Piste: Hochkar

Start: 1724 m, Ziel: 1428 m

Höhendifferenz: 296 m

Tore 1. Lauf: 48, Tore 2. Lauf: 47

### Slalom
| Platz | Name                   | Zeit        |
| ----- | ---------------------- | ----------- |
| 01    | Katharina Gallhuber    | 1:47,88 min |
| 02    | Lisa Hörhager          | 1:47,90 min |
| 03    | Katharina Huber        | 1:47,93 min |
| 03    | Katharina Truppe       | 1:47,93 min |
| 05    | Maja Waroschitz        | 1:48,29 min |
| 06    | Nina Astner            | 1:49,33 min |
| 07    | Valentina Rings-Wanner | 1:49,75 min |
| 08    | Natalie Falch          | 1:49,83 min |
| 09    | Elena Riederer         | 1:50,65 min |
| 10    | Elisa Eder             | 1:51,47 min |

Datum: 3. April 2025

Ort: Göstling an der Ybbs

Piste: Hochkar

Start: 1553 m, Ziel: 1386 m

Höhendifferenz: 167 m

Tore 1. Lauf: 60, Tore 2. Lauf: 61

### Kombination
Nicht ausgetragen.